# 莊月明
莊月明 (1933年6月18日—1990年1月1日)，冠夫姓为李莊月明，籍貫廣東潮州潮安县，香港首富李嘉誠表妹兼髮妻。其父莊靜庵乃香港鐘錶商，創辦中南鐘表有限公司，其胞弟莊學山、莊學海、莊學熹亦是香港工商界名人。

## 生平
畢業於英華女學校，其後於日本明治大學留學一段時間後返回香港就讀，於1961年獲香港大學文學士學位（中文及歷史雙修，僅以及格成績畢業）。及後。1963年4月27日，與李嘉誠結婚。1964年8月1日，誕下長子李澤鉅。1966年11月8日，誕下次子李澤楷。1989年12月31日，與李嘉誠出席君悅酒店的新春晚會。1990年1月1日下午，她因心臟病發，在家中病逝，終年56歲。1月4日於香港殯儀館出殯，遺體下葬歌連臣角香港佛教墳場。

## 身後
2006年1月30日，她在柴灣歌連臣角佛教墳場的墓地被四個匪徒企圖盜取陪葬品，警方隨後就事件展開調查。

## 死因
莊氏於1990年1月1日猝死，享年56歲。
據報，1989年12月31日除夕，李氏夫婦聯袂出席君悅酒店的新年晚會，不料翌日下午，家人指她心臟病發身故。

## 以莊命名的建築物和設施
- 香港大學莊月明文娛中心
- 香港大學莊月明化學樓
- 香港大學莊月明物理樓
- 明愛莊月明中學
- 聖保羅男女中學李莊月明樓
- 香海正覺蓮社主辦佛教李莊月明護養院 （页面存档备份，存于）

## 資料來源
1. 1 2 3  墳場研究 在香港佛教墳場 www.facebook.com
2. ↑  . 華僑日報. 1961-06-23: 14  [2023-09-17].
3. ↑  . 香港工商日報. 1961-11-16: 5  [2022-04-10].
4. ↑  . 工商晚報. 1963年4月28日: 第四頁.（繁體中文）
5. 1 2  . 大公報. 1990年1月5日: 第七版.（繁體中文）
6. ↑  維城觸蹟 在香港佛教墳場 www.facebook.com